# Милорад Поповић (физичар)
Милорад Поповић (Шабац, 24. јануар 1876 - Београд, 1932), научник, физичар, професор Универзитета, декан Филозофског факултета

## Научни рад
Полугимназију је похађао у Шапцу (1894). Доктор физике (Бреслав). Усавршавао се у Берлину, Бреслави и Минхену. Писац уџбеника Физика за нижи ступањ средње наставе (1925) и преводилац. 
Књиге: Experimentaluntersuchungen zur Theorie kleiner einfacher Schњingungen (1904), О зависности електричне проводности течних диелектрика од температуре (1909), О селективној пропустљивости малих металих електрода (1922), превод Експерименатална физика, Ломен-Кениг (1922).